# Coluber insulanus
Coluber insulanus este o specie de șerpi din genul Coluber, familia Colubridae, descrisă de Mertens 1965. Conform Catalogue of Life specia Coluber insulanus nu are subspecii cunoscute.